# Talassocrazia
La talassocrazia (dal greco θαλασσοκρατία, composto di θάλασσα, "mare", e κράτος, "potere") è il dominio militare e commerciale esercitato da una determinata entità politica su uno spazio marittimo e sui territori in esso contenuti o che su di esso si affacciano.

## Storia
Storicamente, la prima talassocrazia risale all'epoca della fioritura della civiltà minoica (XVI secolo a.C. circa), la quale godeva del predominio sul Mar Egeo. Del fatto che il mitico re cretese Minosse avesse instaurato nell'area egea una talassocrazia parlò Tucidide:
(Tucidide, Guerra del Peloponneso I, 4)
Questa teoria è oggi confermata dai numerosi ritrovamenti di manufatti, motivi iconografici e architettonici cretesi in tutta l'area egea, dalla penisola Greca fino alle coste dell'Asia Minore.
Altre potenze che esercitarono la talassocrazia in epoca classica sono per esempio la polis di Atene, la civiltà cartaginese, Siracusa, Roma e Bisanzio/Costantinopoli.
Ulteriori esempi di talassocrazie tratti dalla storia più moderna possono essere:
- le repubbliche marinare, in particolare la Repubblica di Venezia e quella di Genova, ma anche quelle di Pisa, Napoli, Amalfi, Ancona, Gaeta e la dalmata Ragusa. Le repubbliche marinare hanno avuto per secoli il monopolio del commercio nel Mediterraneo.[3]
- l'Impero Khmer e quello Srivijaya nella penisola indocinese e nelle isole di Sumatra e del Borneo;
- la Lega anseatica delle città tedesche e baltiche;
- pirateria musulmana tra la fine del IX e i primi del X secolo;[4]
- l'Impero britannico, che per tutto il XIX secolo ha mantenuto il predominio sui mari.

L'esempio più vicino ai giorni nostri di una talassocrazia è quello della potenza navale statunitense che, con i suoi (attualmente) dodici gruppi da battaglia di portaerei, può proiettare la propria potenza praticamente in ogni punto del globo terraqueo, attraverso l'uso combinato della potenza aeronavale.

## Caratteristiche
«Già nel primo esempio superstite di prosa attica – la Athenaion Politeia dello pseudo-Tucidide – la democrazia viene associata alla talassocrazia, alle esigenze della flotta, e in ultima istanza all’elemento liscio del mare, mentre l’aristocrazia, l’elemento della nascita, della verticalità del comando dei migliori, alla guerra oplitica e alle esigenze dell’esercito, alla terra. Dunque, anche in questo testo poco incline alla mitologia e al simbolismo – e anzi tanto duramente realistico da cogliere con forza sconvolgente che la democrazia non è coesistenza pacifica, ma guerra civile del popolo contro i migliori, che l’uguaglianza implica la differenza, che lo spazio liscio è in realtà attraversato da una ferita che lo lacera – si può constatare che lo spazio politico è in realtà, nel pensiero greco, uno spazio qualificato, intrinsecamente e naturalmente dotato di un senso che riverbera sulla politica».
Altrettanto notevole il fatto che molti grandi condottieri come Napoleone hanno perso il loro potere per aver fallito la prova della potenza marittima: «se la Russia godeva di una particolare forza militare di terra all’inizio dell’Ottocento; è anche vero che la Gran Bretagna uscì dalle guerre napoleoniche in una posizione di prestigio e di complessiva superiorità potestativa. Il primo le era venuto dalla dimostrazione della sua capacità di sventare il progetto di impero continentale di Napoleone: sul piano militare, la Gran Bretagna era stata la sola potenza europea a combattere contro la Francia per l’intera durata delle guerre napoleoniche; su quello politico, era stata l’architetto diplomatico delle coalizioni anti-francesi; su quello economico, era riuscita a resistere al Sistema continentale che Napoleone aveva costruito per isolarla commercialmente e aveva fornito e finanziato gli eserciti altrui».
È interessante notare che le talassocrazie spesso declinano proprio a causa dell'incapacità di difendere territori così eterogenei e lontani fra loro. In effetti, la talassocrazia è una forma di potere estremamente costosa, in quanto una flotta richiede enormi investimenti in materiali, ma anche in addestramento di uomini altamente specializzati.

## Elaborazione geostrategica
A fronte della dottrina militare incentrata sul predominio dei mari, enunciata da Alfred Thayer Mahan, all'esordio del XX secolo la visione strategica era meno univoca: persino nella Gran Bretagna dominatrice dei mari sir Halford Mackinder ebbe ad avanzare una teoria che valorizzava l'opposto principio "tellurocratico", poi proclamato in Germania da Karl Haushofer e portato avanti da un intero filone geopolitico, di cui uno degli ultimi esponenti è Aleksandr Dugin.
In ogni caso, la potenza marittima non è tralasciata neppure dai sostenitori della preponderanza strategica della comunanza continentale eurasiatica: con la dottrina del Mavi vatan (patria blu) nel 2015 si è avuto il lancio dell'area transfrontaliera della difesa turca e, quattro anni dopo, il comando delle forze navali turche vi ha ispirato con tre esercitazioni militari simultanee. La proiezione marittima della terraferma eurasiatica - come ambito di interesse precipuo turco - è stata individuata dal contrammiraglio Cem Gürdeniz e, quando questi è andato in pensione, il concetto è stato sviluppato e reso più specifico dal nuovo Capo di Stato Maggiore del Comando delle Forze Navali turche, il contrammiraglio Cihat Yaycı.